# Divergentna evolucija
Divergentna evolucija je akumulacija razlika između grupa koja dovodi do formiranja novih vrsta. Ona se obično javlja kao rezultat difuzije jedne vrste u različitim i izolovanim sredinama koje blokiraju protok gena među različitim populacijama. Time se omogućava diferenciona fiksacija karakteristika putem genetičkog drifta i prirodne selekcije. Difuzija kao baza molekulske deobe se može prvenstveno videti po nekim karakteristikama strukture i funkcije višeg nivoa koje su lako primetne na organizmima. Udovi kičmenjaka su jedan od primer divergentne evolucije. Udovi mnogih različitih vrsta imaju zajedničko poreklo, ali su se donekle razišli u ukupnoj strukturi i funkciji.

## Literatura
- Schneider R. A. (2005). „Developmental mechanisms facilitating the evolution of bills and quills”. Journal of Anatomy. 207 (5): 563—573. PMC 1571558 . PMID 16313392. doi:10.1111/j.1469-7580.2005.00471.x.
- Murphy, W. J.; Pevzner, P. A.; O'Brien, S. J. (2004). „Mammalian phylogenomics comes of age”. Trends in Genetics. 20 (12): 631—639. PMID 15522459. doi:10.1016/j.tig.2004.09.005.
- Good, JM; Hayden, CA; Wheeler, TJ (2006). „Adaptive protein evolution and regulatory divergence in Drosophila”. Mol Biol Evol. 23 (6): 1101—3. PMID 16537654.
- Yoshikuni Y, Ferrin TE, Keasling JD (2006). „Designed divergent evolution of enzyme function”. Nature. 440 (7087): 1078—1082. Bibcode:2006Natur.440.1078Y. PMID 16495946. doi:10.1038/nature04607.
- Rosenblum E. B. (2006). „Convergent Evolution and Divergent Selection: Lizards at the White Sands Ecotone”. The American Naturalist. 167 (1): 1—0. PMID 16475095. doi:10.1086/498397.
- De Grassi, A.; Lanave, C.; Saccone, C. (2006). „Evolution of ATP synthase subunit c and cytochrome c gene families in selected Metazoan classes”. Gene. 371 (2): 224—233. PMID 16460889. doi:10.1016/j.gene.2005.11.022.